# Intersindical Canaria
Intersindical Canaria (IC) es una confederación sindical de Canarias. Se define como sindicato de carácter asambleario y autogestionario,feminista, solidario, antimilitarista y aboga por la soberanía de Canarias. IC además apuesta la negociación laboral exclusiva desde Canarias, por un Marco Canario de Relaciones Laborales. 

## Organización

### Federaciones
- Federación de Salud.
- Federación de Administración General.
- Federación de Enseñanza. La identidad sindical de Intersindical Canaria para el sector es Sindicato de Trabajadores de la Enseñanza Canaria (STEC-IC), integrado en STEs-Intersindical.
- Federación de Transporte.
- Federación de Justicia.

## Historia del sindicato
Intersindical Canaria se fundó en 1994, a partir de la unión de la Confederación Autónoma Nacionalista de Canarias (CANC), el Sindicato Obrero de Canarias (SOC), Confederación Canaria de Trabajadores (CCT), Sindicato de Trabajadores de la Enseñanza de Canarias (STEC) y el Sindicato Canario de la Salud. La coordinación anteriormente se había dado en la Mesa Nacional hacia Intersindical Canaria.
Intersindical Canaria se unió a la Federación Sindical Mundial en el periodo 2006-2010.
La organización tuvo su cuarto congreso en La Laguna en octubre de 2009.
En 2017 ingresó en prisión la joven militante del sindicato, Aisha Hernández, por un altercado con la policía cuando realizó una pintada que rezaba "75% de paro juvenil".